# Ataxolepis henactis
Ataxolepis henactis is een  straalvinnige vissensoort uit de familie van langneuzen (Megalomycteridae). De wetenschappelijke naam van de soort is voor het eerst geldig gepubliceerd in 1970 door Goodyear.